# Rudolf Kuppelmayr

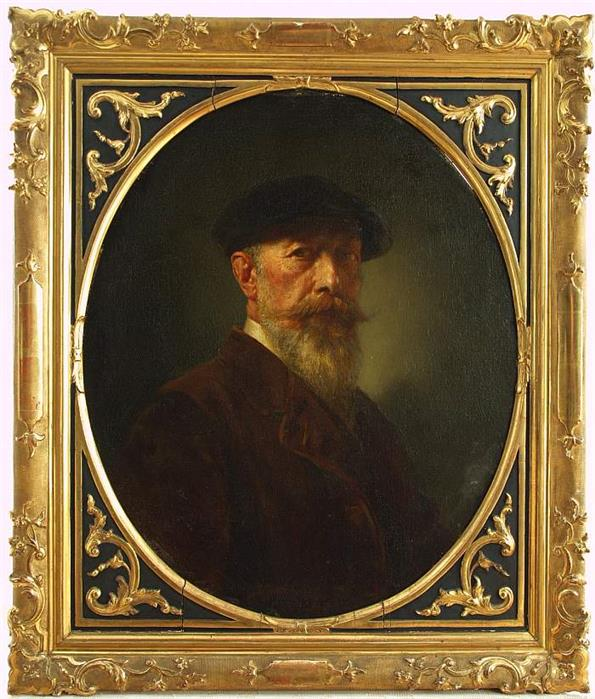
Selbstporträt

Rudolf Michael Kuppelmayr (* 1843 in Kaufbeuren; † 1918 in München) war ein deutscher Maler und Kunstsammler.
Rudolf Kuppelmayr war Sohn des Baumeisters und Kunstsammlers Max Kuppelmayr († 1888), des Mitbegründers des Münchner Altertumsvereins.
Kuppelmayr studierte zunächst acht Jahre bei Wilhelm von Kaulbach an der Akademie der bildenden Künste in München und später bei August von Kreling in der Kunstakademie in Nürnberg. Studienreisen führten ihn anschließend nach Belgien, Frankreich und Italien. Ab 1872 lebte Kuppelmayr in München.
Anfänglich malte Kuppelmayr Historienbilder. In seinem Spätwerk finden sich zahlreiche Porträts.
Rudolf Kuppelmayr erbte der Sammlung seines Vaters und baute sie aus. Die Sammlung wurde 1919 versteigert.